# Smicridea magdalenae
Smicridea magdalenae är en nattsländeart som beskrevs av Oliver S. Flint Jr. 1991. Smicridea magdalenae ingår i släktet Smicridea och familjen ryssjenattsländor. Inga underarter finns listade i Catalogue of Life.